# Travis Knight (animatore)
Travis Andrew Knight (Hillsboro, 13 settembre 1973) è un animatore, produttore cinematografico e regista statunitense.
Con un passato da rapper con lo pseudonimo Chilly Tee, attualmente è presidente e amministratore delegato della Laika Entertainment, oltre a far parte del consiglio di amministrazione della Nike.

## Biografia
Nato a Hillsboro, Oregon, un sobborgo di Portland, figlio di Penelope "Penny" Parks e Phil Knight, fondatore e presidente della Nike. Ha studiato presso la Jesuit High School, a Beaverton e successivamente si è laureato alla Portland State University. Nel 1993, con lo pseudonimo Chilly Tee, Knight ha pubblicato un album rap intitolato Get Off Mine. Knight ha scritto la maggior parte dei testi mentre la parte produttiva è stata affidata a The Bomb Squad.
Nel 2002 lavora come stagista per i Will Vinton Studios. Successivamente lavora come animatore stop-motion per la serie The PJS, prodotta con Eddie Murphy Productions e Imagine Entertainment, e per la serie animata Gary & Mike andata in onda su UPN. Ha animato numerosi spot pubblicitari, tra cui la campagna National Football League su Fox. Nel 2009 è stato capo animatore per il film Coraline e la porta magica, successivamente ha prodotto e animato i film ParaNorman e Boxtrolls - Le scatole magiche. Nel 2016 ha debuttato alla regia con il film in stop-motion Kubo e la spada magica.

## Filmografia

### Regista
- Kubo e la spada magica (Kubo and the Two Strings) (2016)
- Bumblebee (2018)

### Produttore
- ParaNorman, regia di Sam Fell e Chris Butler (2012)
- Boxtrolls - Le scatole magiche (The Boxtrolls), regia di Graham Annable e Anthony Stacchi (2014)
- Kubo e la spada magica (Kubo and the Two Strings) (2016)
- Mister Link, regia di Chris Butler (2019)

### Animatore
- The PJS, Eddie Murphy Productions e Imagine Entertainment (1999-2001)
- Gary & Mike, UPN (2001-2003)
- Coraline e la porta magica (2009)
- ParaNorman,  regia di Sam Fell e Chris Butler (2012)
- Boxtrolls - Le scatole magiche, regia di Graham Annable e Anthony Stacchi (2014)

## Discografia
- Get Off Mine (1993)